# 徐秀林
徐秀林（Xu xiulin，1940年2月6日—），中国内地话剧、影视演员。

## 生平
出生于北京，曾就读于北京女子第十三中学，1964年毕业于北京艺术学院表演系，毕业后分配到北京市文工团工矿队。文革期间，文工团解散，又被分配到了北京人民艺术剧院，下放到“五七干校”进行劳动改造。文革结束后，活跃于话剧舞台，在全国第一次演员评级时，因表现突出破例评为国家一级演员。1995年，被导演冯小刚选中，出演了电影《一地鸡毛》，其后活跃于影视圈，多数饰演“妈妈”与“婆婆”一类的角色，其中最具代表性的是电视剧《贫嘴张大民的幸福生活》，她凭该剧获得第18届中国电视金鹰奖“观众最喜爱女配角”奖项。